# Stadion der Freundschaft (Gera)
Das Stadion der Freundschaft ist ein kommunales Rasen- und Leichtathletikstadion in Gera. Aktuell ist es die Trainings- und Wettkampfstätte der Leichtathleten des 1. SV Gera e. V. und des LV Gera.

## Geschichte
Das Stadion der Freundschaft wurde von 1952 bis 1955 (damaliges Fassungsvermögen 35.000 Zuschauer) erbaut. Noch während der Bauarbeiten wurde es am 17. August 1952 in Form eines großen Sportfestes mit Leichtathletik, Fußball und Handball feierlich eröffnet. Über Jahrzehnte war es die Heimstätte der BSG Wismut Gera, die unter anderem ihre Partien in der DDR-Oberliga in den Spielzeiten 1966/67 (Zuschauerschnitt 7.577) und 1977/78 (6.785) in diesem Stadion austrug.

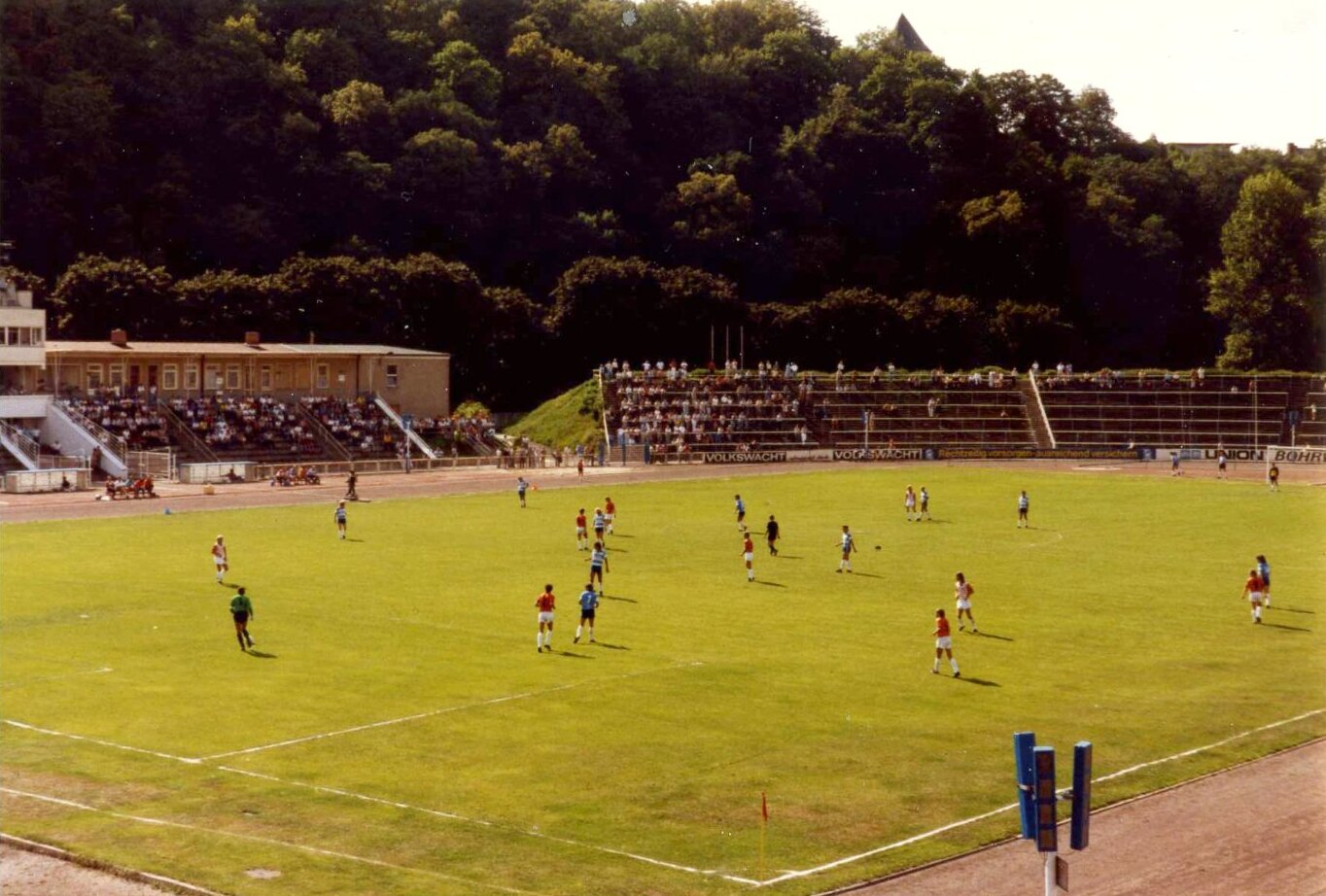
Heimspiel von Wismut Gera im August 1989

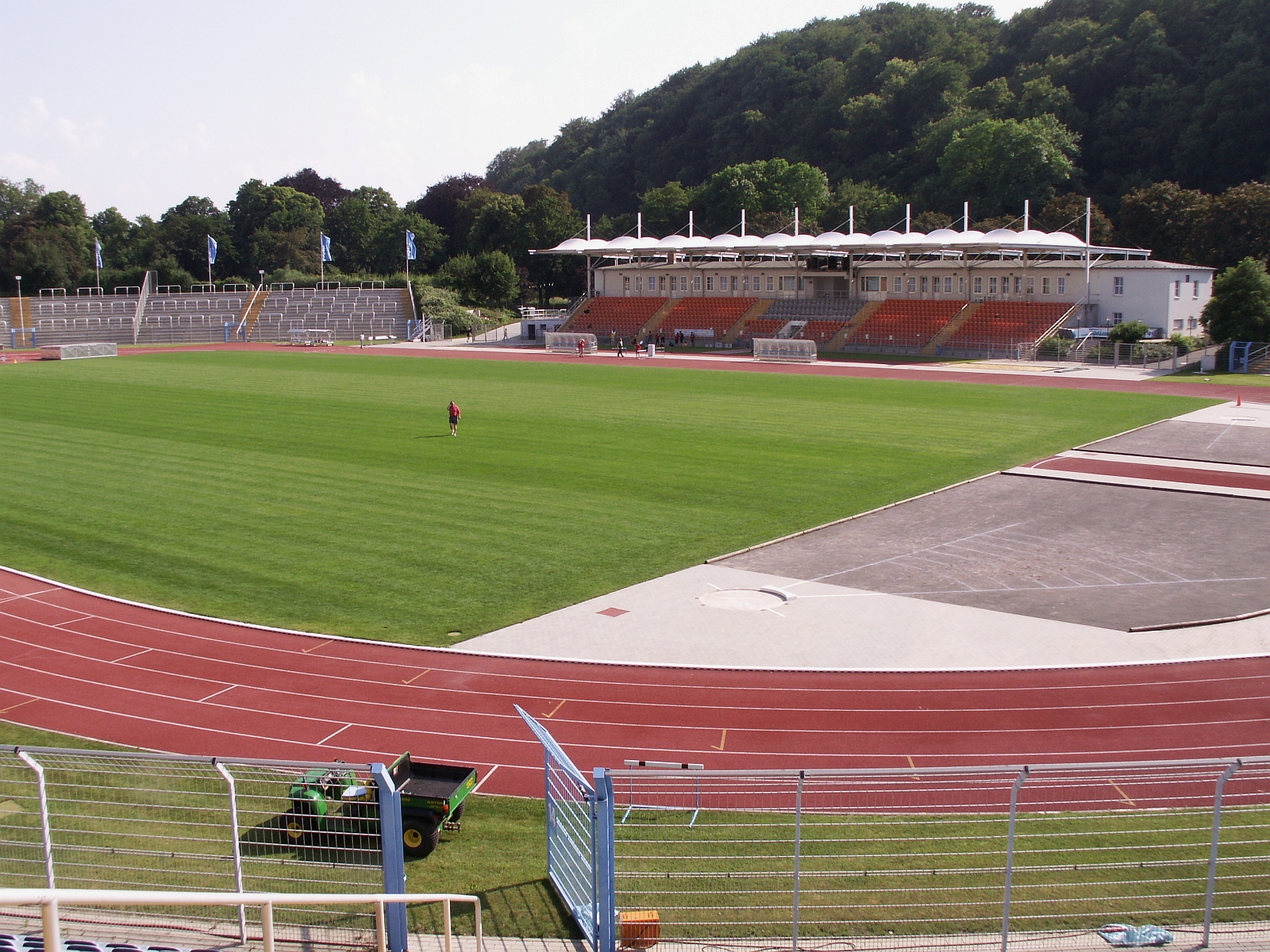
Blick in den Innenraum des Stadions im Jahr 2007

Am 24. Februar 1962 fand das Viertelfinal-Rückspiel im Europapokal der Pokalsieger zwischen Motor Jena und Leixões SC im Stadion der Freundschaft statt, nachdem das Jenaer Ernst-Abbe-Sportfeld von der Saale überflutet wurde. Später folgten noch einige Spiele der Jenaer im Intertoto-Cup.
Das erste Länderspiel in Gera fand am 21. September 1966 statt, wobei die DDR vor 20.000 Zuschauern mit 2:0 gegen Rumänien gewinnen konnte. In den folgenden Jahren wurden noch vier weitere Länderspiele im Stadion der Freundschaft ausgetragen: 1971 DDR–Luxemburg 2:1, 1983 DDR–Bulgarien 3:0, 1984 DDR–Rumänien 2:1 und 1987 DDR–Tunesien 2:0.
Aufmerksamkeit von außerhalb erlangte das Stadion der Freundschaft nicht nur im Fußball, sondern zum Beispiel auch im Rahmen der Internationalen Friedensfahrt, wo es mehrfach Etappenziel war.
In der zweiten Hälfte der neunziger Jahre wurde das Stadion umfassend saniert, wovon das Land Thüringen rund 6 Millionen DM beisteuerte. Nach der Sanierung bietet das Stadion Platz für 15.900 Zuschauer, davon sind 5.000 Sitzplätze. 1.000 Sitzplätze befinden sich auf der überdachten Haupttribüne, 4.000 auf der nicht überdachten Gegengerade. In den Kurven befinden sich 10.900 Stehplätze. Damit ist das Stadion der Freundschaft nach dem Altenburger Waldstadion und dem Steigerwaldstadion in Erfurt das drittgrößte Stadion Thüringens. Des Weiteren verfügt das Stadion über eine Laufbahn, Anlagen für Leichtathletik-Wettkämpfe sowie eine elektronische Anzeigetafel.
1991, 2001, 2005 und 2022 fand das Finale um den Thüringer Landespokal in Gera statt. Am 17. Mai 2001 trug die deutsche Fußballnationalmannschaft der Frauen erstmals ein Heimspiel in Gera aus (1:1 gegen Russland), erneut am 2. August 2007 (5:0 gegen Tschechien). Von 2006 bis zur Insolvenz im Januar 2012 wurden die Heimspiele des 1. FC Gera 03 in der NOFV-Oberliga im Stadion der Freundschaft ausgetragen. 
Am 27. April 2007 fand vor rund 10.000 Zuschauern die Eröffnungsfeier der Bundesgartenschau 2007 im Stadion der Freundschaft statt. Das Stadion befand sich direkt innerhalb des Ausstellungsgeländes Hofwiesenpark und war deshalb teilweise für den Spielbetrieb gesperrt.
Am 6. Mai 2009 fand ein Spiel der U-17-Fußball-Europameisterschaft 2009 in Gera statt – England und die Niederlande trennten sich 1:1. Vom 19. bis 20. Juni 2010 führte der Thüringer Leichtathletikverband im Stadion der Freundschaft seine Landesmeisterschaften durch. Seit Beginn der Saison 2012/2013 trug die 1. Mannschaft der BSG Wismut Gera ihre Heimspiele wieder im Stadion der Freundschaft aus.
Infolge des Hochwassers im Juni 2013 war die Spielfläche des Stadions für mehrere Tage überflutet.